# Кућа (филм из 2025)
Кућа је предстојећи српски филм из 2025. године у режији Тање Брзаковић и сценарију Хајдане Балетић и Тање Брзаковић.

## Радња
Берлински пензионерски архитекта, југословенског порекла, Јован, доживљава инфаркт. После неуспелог убеђивања са ћерком Аном, која сматра да му је од сада неопходан живот под медицинским надзором, најбоље у неком старачком дому. Јован се привремено досељава у њен дом.
Јован живот код ћерке користи да се опорави, али истовремено постаје сведок изолованости унука Николе, који услед Аспергеровог синдрома са којим живи, нема социјалне контакте и у сталном је конфликту са родитељима.
Неспособан да успостави контакт са унуком и свестан стреса у ћеркином дому, Јован пристаје да се пресели у старачки дом. Ипак, услов је да пре тога отпутује са унуком у своје родно село у Србији, како би продао земљу која му је остала у наследство, а за коју је локални инвеститор јако заинтересован.
Никола нерадо пристаје, али ипак свестан прилике да се макар на неко време склони од претерано брижне мајке. Забринута Ана пристаје на очев ултиматум, инсистирајући да их прати локална медицинска сестра, Ивана, која ће се бринути о њиховом здрављу.

## Улоге
| Глумац             | Улога  |
| ------------------ | ------ |
| Аница Добра        | Ана    |
| Миралем Зубчевић   | Јован  |
| Давид Станчу       | Никола |
| Јелена Босанац     |        |
| Сања Вејновић      |        |
| Ника Розман        |        |
| Зоран Живковић     |        |
| Милан Наков        |        |
| Александар Алексић |        |
| Даница Митић       |        |